# Heydt (Hückeswagen)
Heydt ist eine Hofschaft in Hückeswagen im Oberbergischen Kreis im Regierungsbezirk Köln in Nordrhein-Westfalen (Deutschland).

## Lage und Beschreibung
Heydt liegt im nordöstlichen Hückeswagen. Die Hofschaft ist über eine Zufahrtsstraße von der Kreisstraße K11 erreichbar, die ihrerseits bei Neuenherweg von der Bundesstraße 483 (B483) abzweigt. Weitere Nachbarorte sind Linde, Niederbeck, Zipshausen und Hwerweg.

## Geschichte
Möglicherweise wurde der Ort das erste Mal 1487 urkundlich erwähnt. Ein Wilhelm van dem Heyde ist in der Darlehensliste für Herzog Wilhelm III. von Berg aufgeführt, es ist aber nicht sicher, welches der Hückeswagener Orte Heide/Heidt/Heydt in dieser Urkunde gemeint ist. Die Schreibweise der Erstnennung war Heyde. Die Karte Topographia Ducatus Montani aus dem Jahre 1715 zeigt den Hof als a.Heid. Im 18. Jahrhundert gehörte der Ort zum bergischen Amt Bornefeld-Hückeswagen.
1815/16 lebten 15 Einwohner im Ort. 1832 gehörte Heydt unter dem Namen Heyd der Herdingsfelder Honschaft an, die ein Teil der Hückeswagener Außenbürgerschaft innerhalb der Bürgermeisterei Hückeswagen war. Der laut der Statistik und Topographie des Regierungsbezirks Düsseldorf als Weiler kategorisierte Ort besaß zu dieser Zeit eine Schule, zwei Wohnhäuser und vier landwirtschaftliche Gebäude. Zu dieser Zeit lebten elf Einwohner im Ort, allesamt evangelischen Glaubens.
Im Gemeindelexikon für die Provinz Rheinland werden 1885 drei Wohnhäuser mit neun Einwohnern angegeben. Der Ort gehörte zu dieser Zeit zur Landgemeinde Neuhückeswagen innerhalb des Kreises Lennep. 1895 besitzt der Ort drei Wohnhäuser mit 20 Einwohnern.